# 美国参议院糖果桌
糖果桌（英語：Candy Desk）是自1965年以来美国参议院的传统，该桌位于参议院议事厅一个靠近繁忙入口的特定位子，使用该桌的参议员会在抽屉里放满糖果以供其他议员享用。目前糖果桌的使用者是印第安纳州联邦参议员托德·扬。
1965年，来自加利福尼亚州的乔治·墨菲成为联邦参议员，尽管参议院议场内禁止进食，但他还是在自己的桌子里放置糖果以供自己和同僚享用。当他在六年任期结束后离开参议院时，其他共和党参议员延续了这一习惯。这一传统直到1980年代中期才为公众所知。当时华盛顿州联邦参议员斯雷德·戈登宣布糖果桌位于他的席位时，公众才了解这一习俗。
继墨菲之后，共有18位参议员维系了糖果桌的传统，其中包括约翰·麦凯恩、哈里森·施密特和里克·桑托勒姆。其中桑托勒姆在糖果桌里放满了来自家乡宾夕法尼亚州的糖果，包括好時巧克力公司的产品。桑托勒姆于2007年卸任后，糖果桌由多位参议员分别短暂维护过一段时间，直到宾夕法尼亚州参议员帕特·图米在2015年至2023年间长期负责维护糖果桌。

## 历史

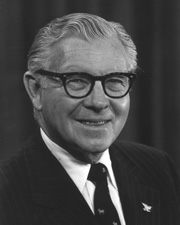
加利福尼亚州联邦参议员乔治·墨菲被视为糖果桌的创立者

乔治·墨菲于1964年当选为加利福尼亚州的联邦参议员，并于次年就职。墨菲因出演《1938年百老汇旋律》、《1940年百老汇旋律》和《为我和我的女孩》等音乐剧而出名，同时他也喜欢吃糖果。加入参议院后不久，他开始在办公桌里放糖果。1968年，他搬到了现在糖果桌的位置。由于每天经过他位子的参议员越来越多，他开始将桌上的东西送给同事。被邀请分享糖果的参议员开始将墨菲的桌子称为“糖果桌”。墨菲在1970年选举落败后离任，但后来的参议员都延续了在办公桌上放糖果供整个参议院成员享用的传统。
墨菲任期结束后，保罗·范宁、哈里森·施密特、罗杰·杰普森和史蒂夫·西姆斯分别延续了糖果桌的新传统。范宁、施密特和杰普森只供应硬糖，而西姆斯则是第一个存放“糖果和巧克力协会”所供糖果的人。在上述参议员任职期间，糖果桌的位置并非固定不变。
直到1985年，这一传统才为公众所知，当时斯雷德·戈登发表了一份新闻稿，称“他现在坐在这个位置上，将继承墨菲所开创的丰富传统。”他还列举了之前延续这一传统的参议员。
1997年，基特·邦德在就《1998年财政年度国防授权法案》进行辩论时提到了糖果桌，他还将微芯片的大小与他从桌子上拿走的糖果进行了比较。
里克·桑托勒姆从1997年到2007年一直坐在糖果桌旁。作为宾夕法尼亚州的参议员，他在糖果桌上摆满了好时糖果和Just Born的产品（例如Mike&Ike和Hot Tamales）。在此期间，好时每年四次向桑托勒姆提供大约100磅巧克力和其他糖果来补充糖果桌。当桑托勒姆在2006年美国参议院选举中未能连任时，好时停止向糖果桌供货。好时发言人柯克·萨维尔表示：“我们很高兴能为国会会议增添一点乐趣。”
桑托勒姆落选后，糖果桌被参议员克雷格·托马斯所占。他所在的怀俄明州没有全国糖果协会的成员，因此也没有足够大的糖果制造商捐赠数百美元的糖果来补充糖果桌。参议院道德规则“禁止成员每年从单一来源接受价值100美元或以上的礼物”，如果每年从糖果桌上消费大量糖果，这可能会违反规定。不过这条规定的一个例外是允许接受参议员所在州制造或生产的较大物品作为礼物，只要这些物品主要不是由参议员本人及其工作人员使用。在这一制度下，参议员就可以“为来访者提供自己州生产的零食，例如佛罗里达州的橙汁或佐治亚州的花生。”
当被问及托马斯负责糖果柜台的情况时，全国糖果协会的代表苏珊·史密斯表示，“如果该州有协会成员，我们很乐意提供糖果……但现在我们很难做到。”这类问题通过要求多个怀俄明州的小型当地糖果企业和巧克力制造商各自提供少量糖果来解决，这些多种品类的糖果将轮流在糖果桌上亮相。
2007年托马斯去世后，糖果桌先后由乔治·沃伊诺维奇和梅尔·马丁内斯负责，不过这两人掌管糖果桌的时间都相对较短。2009年，马丁内斯的继任者乔治·勒米厄开始掌管糖果桌直到2011年卸任。随后，伊利诺伊州的马克·科克从2011年到2015年一直掌管着糖果桌。
2020年在对唐纳德·特朗普的第一次弹劾审判期间，糖果桌再次受到关注。当时有人发现路易斯安那州的联邦参议员比尔·卡西迪在审判过程中吃了一块从糖果桌上掉下来的糖果。

## 位置
糖果桌并非参议院议事厅里的特定桌子，而是指特定席位。换言之，占据该席位的参议员所选用的任何桌子都将成为糖果桌。自第97届国会（1981年-1983年）以来，糖果桌的位置一直位于参议院议事厅东门旁边不变。大多数参议员通过此门进入议事厅，而此门毗邻通往美国国会地铁站点之一的电梯。
糖果桌位于议事厅最后一排。传统上，糖果桌总是位于参议院议事厅的共和党一侧，由共和党籍参议员掌管。自2023年起，这张桌子一直由印第安纳州联邦参议员托德·扬负责。

## 其他糖果桌
民主党在1985年（或更早）就有了自己的糖果桌。议事厅前墙附近设有一张卷盖式书桌，使用者是美国参议院民主党会议秘书，上面也摆满了糖果。这一糖果桌的传统比更出名的糖果桌出现稍晚。在20世纪80年代这张糖果桌上最受欢迎的糖果是好时之吻，第二受欢迎的糖果是小块焦糖。这张桌子上的糖果由“糖果基金会”出钱，想要分享桌子上糖果的参议员会向该基金捐款。杰伊·洛克菲勒在2015年卸任之前负责这张糖果桌收款和糖果购买工作。这一糖果桌的传统不太为人所知，根据2009年一篇文章的说法，就连美国参议院历史学家也对此知之甚少。

## 糖果桌负责人
| 时间                         | 参议员          | 家乡州       | 糖果品类 | 参考文献.            |
| ---------------------------- | --------------- | ------------ | --- | -------------------- |
| 1965年-1971年1月3日          | 乔治·墨菲       | 加利福尼亚州 | – | [ 5 ] [ 7 ]          |
| 1971年1月21日-1976年12月31日 | 保罗·范宁       | 亚利桑那州   | 硬糖 | [ 7 ] [ 22 ]         |
| 1977年1月4日-1979年1月15日   | 理查德·盧加爾   | 印第安纳州   | 硬糖 | [ 7 ]                |
| 1981年1月5日-1983年1月3日    | 罗杰·杰普森     |              | 硬糖 | [ 7 ] [ 23 ]         |
| 1983年1月3日-1985年1月3日    | 史蒂夫·西姆斯   | 爱达荷州     | 来自“糖果和巧克力协会”的“精美糖果”。 | [ 7 ] [ 24 ]         |
| 1985年1月3日–1987年1月3日    | 斯雷德·戈登     | 华盛顿州     | “他的家乡生产的‘大量’糖果” | [ 7 ] [ 21 ] [ 25 ]  |
| 1987年1月3日–1989年1月3日    | 約翰·麥凱恩     | 亚利桑那州   | – | [ 6 ] [ 26 ]         |
| 1989年1月3日–1993年1月5日    | 斯雷德·戈登     | 华盛顿州     | – | [ 21 ] [ 27 ]        |
| 1993年1月5日–1995年1月3日    | 吉姆·杰福兹     | 佛蒙特州     | – | [ 21 ] [ 28 ]        |
| 1995年1月4日–1997年1月7日    | 罗伯特·本内特   | 犹他州       | – | [ 6 ] [ 29 ]         |
| 1997年1月7日–2007年1月3日    | 里克·桑托勒姆   | 宾夕法尼亚州 | 好时公司和Just Born公司的产品 | [ 11 ]               |
| 2007年1月3日–2007年6月4日    | 克雷格·托馬斯   | 怀俄明州     | 怀俄明州当地的小型糖果企业和巧克力制造商 | [ 11 ] [ 13 ]        |
| 2007年6月25日–2009年1月3日   | 喬治·沃伊諾維奇 | 俄亥俄州     | 斯潘格勒糖果公司生产的Dum Dums棒棒糖、玛氏食品公司产品以及哈里·伦敦公司产品 | [ 14 ] [ 30 ]        |
| 2009年1月3日–2009年9月9日    | 梅尔·马丁内斯   | 佛罗里达州   | – | [ 15 ] [ 31 ]        |
| 2009年9月10日–2011年1月3日   | 乔治·勒米厄     | 佛罗里达州   | “迷你好时巧克力棒和Werther's Originals糖果” | [ 16 ]               |
| 2011年2月14日–2015年1月7日   | 马克·科克       | 伊利诺伊州   | 箭牌口香糖、加勒特爆米花、Tootsie Rolls和吉利贝公司生产的糖果 | [ 32 ] [ 33 ]        |
| 2015年1月7日–2023年1月3日    | 帕特·图米       | 宾夕法尼亚州 | Just Born Quality糖果、Josh Early糖果、玛氏食品公司产品（三剑客巧克力棒）、好时公司产品 | [ 4 ]                |
| 2023年1月3日至今             | 托德·扬         | 印第安纳州   | 阿尔巴尼斯软糖、牛奶巧克力、Red Hots、Toxic Waste（产自位于印第安纳波利斯的Candy Dynamics公司）、Sour Punch Straws（产自位于拉波特的美国甘草公司）、焦糖、大号和巧克力裹面软糖、Buckeyes、迷你巧克力棒和水晶糖果棒 | [ 34 ] [ 35 ] [ 36 ] |